# Jacques Draparnaud
Jacques Philippe Raymond Draparnaud (Montpellier, 3 giugno 1772 – Montpellier, 2 febbraio 1804) è stato un naturalista e botanico francese.

Draparnaud è considerato il padre della malacologia in Francia. È stato professore di medicina e patologia alla Faculté de Médecine de Montpellier.

## Tassonomia
Draparnaud nome ("descritto") un gran numero di gruppi tassonomici di molluschi, tra cui ad esempio:
- Arion subfuscus (Draparnaud, 1805), una lumaca di terra
- Bulimulus lineatus (Draparnaud, 1805), una lumaca di terra tropicale
- Myosotella myosotis (Draparnaud, 1801), una lumaca barena

Inoltre, molti altri gruppi tassonomici di molluschi sono stati nominati in suo onore, tra cui:
- Draparnaudiidae, una famiglia di lumache di terra
- Draparnaudia, un genere di lumache di terra
- Oxychilus draparnaudi, una specie di lumaca di terra

## Opere
- 1794 (an II). Observations sur le Mantis oratoria. Bulletin de la Société philomatique de Paris, III, p. 161.
- 1797 (an V). Note sur l'Agaricus radiosus. Journal de Santé et d'Histoire naturelle de Bordeaux, I, nº 8, 25 floréal an V, p. 145-149.
- 1797 (an V). Théorie de l'origine et de la formation des Egagropiles de mer. Journal de Santé et d'Histoire naturelle de Bordeaux, I, nº2, 25 pluviose an V, p. 21-27.
- 1797 (an V). Observations sur l'Helix algira. Journal de Santé et d'Histoire naturelle de Bordeaux, I, an V, p. 98.
- 1797 (an V). Réponse aux observations du citoyen Guérin sur la théorie des Egagropiles de mer. Journal de Santé et d'Histoire naturelle de Bordeaux, I, n° 10, 25 prairial an V, p. 173-180.
- 1799 (an VII). Observations sur le mouvement giratoire des molécules du Camphre. Journal de Santé et d'Histoire naturelle de Bordeaux, III, an VII, p. 264.
- 1799 (an VII). Propositions générales et observations relatives à diverses branches de la médecine. Thèse soutenue le 12 germinal an VII.
- 1799 (an VII). Fragments de la physiologie végétale. Deuxième thèse soutenue le 1er messidor an VII.
- 1800 (an VIII). Aperçus de la philosophie médicale. Troisième thèse, soutenue le 22 messidor an VIII.
- 1800 (an VIII). Observations sur la Gioenia. Bulletin de la Société philomatique de Paris, II,  p. 113-114 ; Millin, Mag. encycl., V, 5, 1800, p. 378-379 ; Journ. phys., LVI, 1800, p. 146-147.
- 1801 (an IX). Fragments pour servir à l'Histoire des progrès en médecine dans l'Université de Montpellier. Quatrième thèse, soutenue le 18 ventôse an IX.
- 1801 (an IX). Observations sur la Bulla Hydatis. Millin, Mag. Encycl., VI, 1, p. 115-116.
- 1801 (an IX). Observations sur l'Alcyonum domuncula. Bulletin de la Société philomatique de Paris, p. 167-170.
- 1801 (an IX). Dissertation sur l'utilité de l'Histoire naturelle dans la médecine, présentée à l'École de médecine de Montpellier. Montpellier, 61 p.
- 1801 (an IX). Discours relatif à l'Histoire naturelle de Montpellier. Montpellier, 41 p.
- 1801 (an IX). Discours sur les avantages de l'Histoire naturelle, et discours sur les mœurs et la manière de vivre des plantes. Montpellier, 61 p.
- 1801 (an IX). Tableau des Mollusques terrestres et fluviatiles de la France. Montpellier et Paris, 116 p.
- 1802 (an X). Essai de pathologie végétale. Discours lu le 30 vendémiaire an X (1802) à la séance publique de la Société d'Agriculture.
- 1802 (an X). Discours sur la vie et les fonctions, ou précis de la physiologie comparative. Montpellier.
- 1802 (an X). Discours sur la philosophie des Sciences. Montpellier.
- 1802 (an X). Sur le glauque de certains végétaux. Journ. phys., LVI, p. 112.
- 1803 (an XI). Dissertation sur l'utilité de l'Histoire naturelle en médecine. Montpellier.
- 1803 (an XI). Mémoire sur la reproduction considérée dans les divers corps organiques. Recueil des Bulletins de Montpellier, I, p. 3-8.
- 1803 (an XI). Observations sur la Lime. Recueil des Bulletins de Montpellier, I, p. 52-54.
- 1803 (an XI). Mémoire sur les organes du chant des Insectes. Recueil des Bulletins de Montpellier, I, p. 55-61.
- 1803 (an XI). Mémoire sur l'Insecte qui a dévasté, en l'an X, les vignes des communes de Marseillan et de Florensac. Recueil des Bulletins de Montpellier, I, p. 86-91.
- 1803 (an XI). Observations sur le passage des couleurs des coquilles à la couleur bleue. Recueil des Bulletins de Montpellier, I, p. 162-163.
- 1803 (an XI). Fragment d'un essai sur la pathologie végétale. Recueil des Bulletins de Montpellier, I, p. 174-185.
- 1803 (an XI). Notice minéralogique sur Montferrier. Recueil des Bulletins de Montpellier, I, p. 353-359.
- 1803 (an XI). Observations sur la formation et la cristallisation sous-marines du spath calcaire. Recueil des Bulletins de Montpellier, I, p. 359-361 et Journ. phys., LVII, p. 174-180.
- 1803 (an XI). Sur les mouvements que certains fluides reçoivent par le contact d'autres fluides. Annales de la chimie, XLVII, p. 303-311; Gilbert Ann., XXIV, p. 130-134; Nikolson Journ., VIII, p. 201-204.
- 1805 (an XIII). Histoire naturelle des Mollusques terrestres et fluviatiles de la France. Paris, 164 p., 13 pl. [ouvrage posthume]
- Specimen florae soricianae
- Observationes agrostographicae
- Observationes muscologicae
- Algarum species novae
- Nova plantarum Lichenosarum methodus microscopico-analytica
- Prodromus Historiae confervarum
- Compendium Historiae naturalis Monspeliensis
- Flora Monspeliensis
- Bibliotheca universalis Historiae naturalis

| Drap. è l'abbreviazione standard utilizzata per le piante descritte da Jacques Draparnaud. Consulta l'elenco delle piante assegnate a questo autore dall'IPNI. |

| Draparnaud è l'abbreviazione standard utilizzata per le specie animali descritte da Jacques Draparnaud. Categoria:Taxa classificati da Jacques Draparnaud |